# Luigi Bonati
Luigi Bonati (Cremona, 8 novembre 1820 – Cremona, 12 settembre 1895) è stato un politico italiano.

## Biografia
Nacque a Cremona l’8 novembre 1820,  figlio di Isidoro e Anna Secchi. Entrato nella Giovine Italia nel 1832, si laureò poi in giurisprudenza presso l’Università di Pavia. Nel 1848 prese parte alla prima guerra d’indipendenza come ufficiale inquadrato nella Colonna "Tibaldi". Nell’intervallo tra la prima e la seconda spedizione, fu segretario del Comune di Cremona, su sollecitazione dei componenti del Governo Provvisorio del 1848. Con il ritorno degli austriaci, riprese l’attività cospiratoria venendo incarcerato a Mantova tra il gennaio 1855 e il novembre 1856, quando la Suprema Corte di Giustizia sospese il processo, concedendogli la grazia per mancanza di prove. Il 6 maggio 1860 fu eletto deputato, sedendo in Parlamento tra i sostenitori del conte di Cavour. Nel 1863 fu nominato tenente della Guardia nazionale di Cremona,  e poi divenne Presidente della filiale cittadina della Banca Nazionale italiana.
Ricoprì numerosi incarichi a livello locale. Fu presidente della Commissione amministratrice degli Asili infantili (1869-1895) e successivamente del Consiglio provinciale (1879-1895), e venne nominato Senatore il 21 novembre 1892. Sposato tre volte, ebbe quattro figli, e si spense a Cremona il 12 settembre 1895.

### Annotazioni
1. ↑  Contrasse matrimonio con Luigia Quaranta, Elisa Baroschi e Maddalena Ferrario.
2. ↑  Luigia e Ambrogio da Elisa Baroschi e Cesare e Isidoro da Maddalena Ferrario.

### Fonti
1. 1 2 3 4 5 6  Angela Bellardi (cura di), Dizionario biografico del Risorgimento cremonese, Società Storica Cremonese, Cremona, 2013.